# 阿廖沙·若尔加
阿廖沙·若尔加（1947年2月25日—），斯洛文尼亚男子篮球运动员。他曾代表南斯拉夫国家队参加1968年夏季奥林匹克运动会篮球比赛，获得一枚银牌。